# Alphonse Amadou Alley
Alphonse Amadou Alley (Bassila, 9 aprile 1930 – 28 marzo 1987) è stato un politico beninese.
È stato Presidente del Dahomey (attuale Benin) dal dicembre 1967 al luglio 1968.